# Sant Pere de Begur
Sant Pere de Begur és una església del municipi de Begur (Baix Empordà) inclosa en l'Inventari del Patrimoni Arquitectònic de Catalunya.

## Descripció
És l'església parroquial de Begur. Al temple del s.XVI, tardo-gòtic amb elements renaixentistes hi correspon la nau principal amb capçalera poligonal i capelles laterals, que resten senceres al costat sud. La volta és de creueria, amb arcs apuntant i claus decorades amb sants esculpits en baix relleu. Al frontis, la portalada posseeix un frontó amb esferes de pedra ornamentals i una petita fornícula. La torre campanar, inacabada, es dreça sobre l'angle nord-oest, de l'edifici; es rematà amb una espadanya.
En el segle xviii o el xix s'afegí una altra nau al nord esbotzant les capelles laterals d'aquest costat.
El parament és de pedres sense treballar amb grans carreus angulars; l'interior ha estat encalcinat; el presbiteri és decorat amb pintures murals fetes a la postguerra. A a la part superior, i a tot volt del temple, hi ha un seguit d'obertures d'arc de mig punt que donen al terrabastall.

## Història
De l'església de Sant Pere de Begur n'hi ha notícies dels anys 1279 i 1280. El temple actual, segons sembla, es degué bastir entre els anys 1507 i 1653; el 1598 es beneïren les campanes solemnement, com a símbol de la finalització de les obres, que no deurien ésser definitives fins a la consagració, l'any 1653. Al segle xviii sorgiren grans rivalitats entre els partidaris de la parròquia, dits "anticoners".

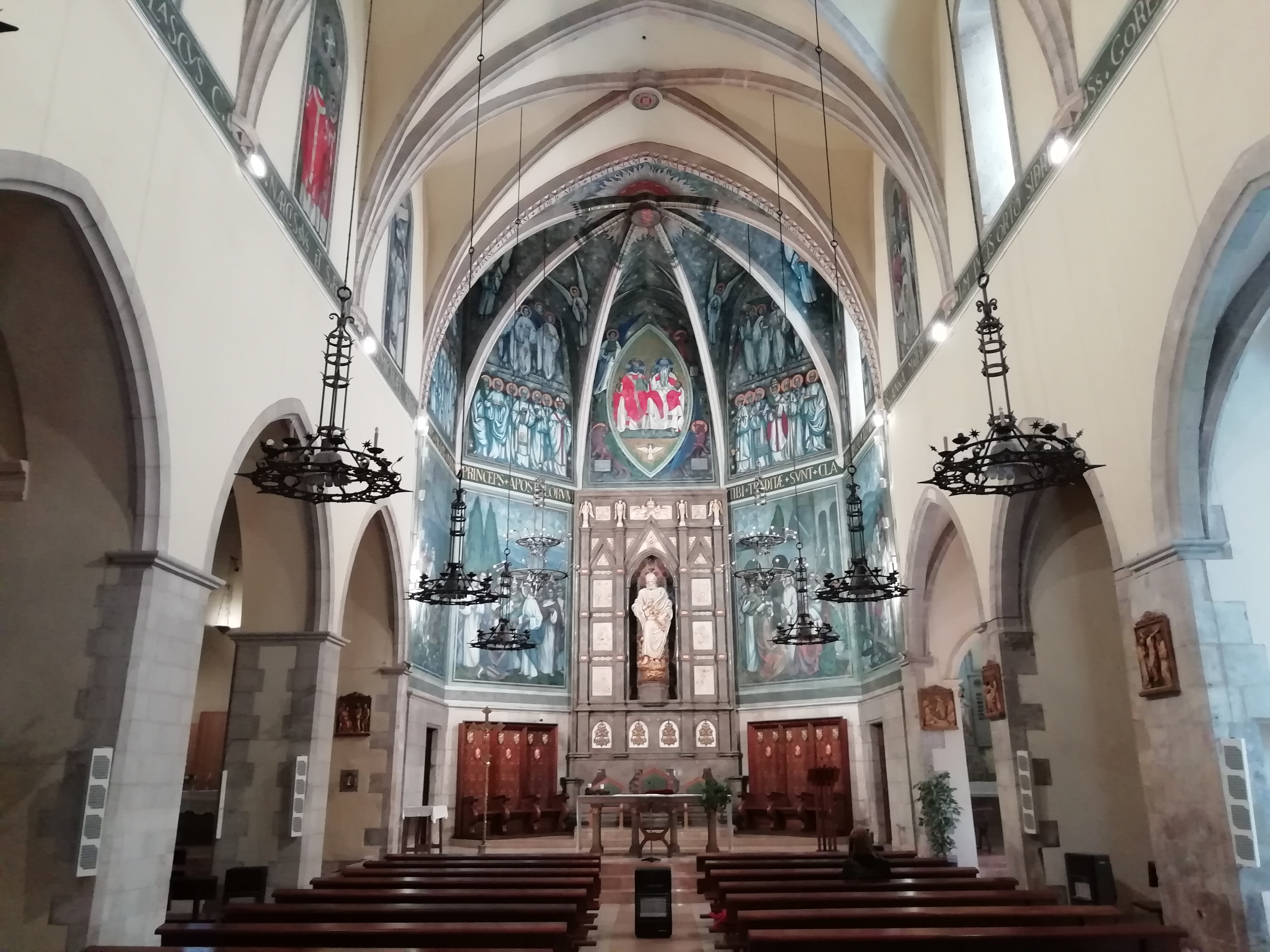
Vista interior de l'església de Sant Pere de Begur.

El moment àlgid fou l'arribada de les relíquies de Santa Reparada l'any 1777 que foren portades de Roma segons concessió del papa Pius VI i desembarcades a sa Tuna amb gran cerimònies. Restaren dipositades i se'ls reté culte a la parròquia de Sant Pere i no pas al convent, que era dedicat precisament a aquesta màrtir.
L'agost del 1936 durant la Guerra Civil Espanyola, l'església fou cremada i es perderen els retaules barrocs i les altres peces antigues del mobiliari litúrgic.